# 咲乃藍里
咲乃 藍里（さくの あいり、1984年11月4日 - ）は、日本の女性声優。ぷろだくしょんバオバブ所属。広島県出身。血液型はA型。

## 人物
2007年3月まではDoaプロダクションに所属していた。2007年5月からぷろだくしょんバオバブ所属。
笹川亜矢奈、高橋圭一とともに、Laylaという声優ユニットに所属していたが、2009年9月19日 Layla解散となった。
2010年5月 味里との声優ユニット「'etoile」結成を発表。
特技はデザイン、ダンス。趣味は作詞、イラスト、デザイン。方言は大阪弁。

## 出演
太字はメインキャラクター。

### テレビアニメ
2006年
- 働きマン（気象予報士、弘子の同期、マッサージ店の店員、河村の妻）
- ラブゲッCHU 〜ミラクル声優白書〜（練習生）

2007年
- げんしけん2（ゲーム女キャラ）

2008年
- CLANNAD 〜AFTER STORY〜（女子生徒）
- 黒塚 KUROZUKA（母親）
- スキップ・ビート!（女性）
- ドラえもん（テレビ朝日版第2期）（2008年 - 2011年、自販機、兄、子ども、地底人の子どもB、地底人A 他）
- 伯爵と妖精（ブラウニーC、ブラウニーB）
- ミチコとハッチン（ナタリア、女 他）
- 夜桜四重奏 〜ヨザクラカルテット〜（ことはの友人）

2009年
- キディ・ガーランド（女性客A）
- 涼宮ハルヒの憂鬱（2009年版）（女子小学生）
- ヒゲぴよ（エミちゃん）
- 夢色パティシエール（2009年 - 2010年、佐山ちなつ、安堂万佐代、シュリ）- 2シリーズ

2010年
- 学園黙示録 HIGHSCHOOL OF THE DEAD（夕樹美玖、シークレットサービス）
- こばと。（利香子の母、薬剤師）
- 名探偵コナン（レジ係、女）

2011年
- 異国迷路のクロワーゼ The Animation（侍女1）
- 聖痕のクェイサーII（女生徒B）

2012年
- 黒魔女さんが通る!!（モモちゃん/桃花・ブロッサム）

2013年
- クレヨンしんちゃん（司会者、看護師）

### 劇場アニメ
- クレヨンしんちゃん ちょー嵐を呼ぶ 金矛の勇者（2008年、園児）
- HELLS ANGELS（2008年、生徒たち）

### OVA
- ケイタとピースケの大冒険（ようこ先生）
- 永遠のアセリア（2005年、親戚、スピリット）
- 星の記憶（2007年、博麗霊夢、十六夜咲夜）※同人アニメ
- シゴフミ（2008年、女子）
- ブラック★ロックシューター（2010年）
- “文学少女”メモワールI -夢見る少女の前奏曲-（2010年、女子C）
- “文学少女”メモワールII -ソラ舞う天使の鎮魂曲-（2010年、女子生徒）

### ゲーム
2006年
- ファンタテニス（ルンルン）

2007年
- 名探偵エヴァンゲリオン（オペレーター）
- ワイルドアームズ クロスファイア（クラリッサ・アウィル）

2010年
- トリックロジック（報道陣）

2013年
- キサラギGOLD★STAR -NONSTOP GO GO!!-（藤丸命）

2014年
- LOVELY QUEST -Unlimited-（瑚乃瀬羽美）

2015年
- 月に寄りそう乙女の作法 〜ひだまりの日々〜（花之宮瑞穂）
- なないろリンカネーション（土方由美）

2016年
- 乙女理論とその周辺 -Bon Voyage-（花之宮瑞穂）

### ラジオドラマ
- VOMIC SKET DANCE（高橋千秋）

### ドラマCD
- 愛だろ、愛!!山田ユギ バンブーセレクション（立山実佳）
- 誘惑
- 愛される人へ告ぐ（学生）
- SKET DANCE（高橋千秋）
- ピンクのショパン（雫少年時代）
- ラブセレブ（女性AD、女性タレントA）
- ラブセレブ3（女生徒、アイドル）

### 吹き替え
- 禁断の関係〜愛と憎しみのブーケ〜
- グルメ探偵ネロ・ウルフ（ジャネット 他）
- THE TUDORS〜背徳の王冠〜
- 9デイズ

### ボイスオーバー
- 日本テレビ「ザ!世界仰天ニュース」
- NHK教育「地球ドラマティックーハリウッドのT-REX」（アリアナ・リチャーズ役）
- テレビ朝日「食彩の王国スペシャル」（夫婦の妹）
- コズミックガレッジ アドバンストコース（女性キャラクター）
- NTTドコモ着信ボイス

### ナレーション
- ラジオCM「魔法少女リリカルなのはA's」
- TOMY・テレビCM「シュガシュガルーン・魔女占いブック」
- TOMY・テレビCM「シュガシュガルーン・ルーンハートペンダント」
- スリーエフ・テレビCM「スリーエフ・サラダ編」
- （株）アレック・システムサービス ラジオCM「アレック叫び 編」
- 「オートビーグル・カーオークション」
- 「明星食品プロモーションビデオ」
- ヨドバシカメラ・テレビCM（2012年夏より）

### 舞台
- 乙女企画クロジ☆第四回公演「浪漫女優」（オトノハ）